# Ancien hôtel de ville de Jodoigne
L'ancien hôtel de ville de Jodoigne est un édifice de style classique situé sur le territoire de la ville belge de Jodoigne, en Brabant wallon.

## Localisation
L'ancien hôtel de ville de Jodoigne est situé sur la Grand'Place de Jodoigne, à quelques dizaines de mètres de la chapelle Notre-Dame-du-Marché et à cent mètres au nord du Château Pastur, l'actuel hôtel de ville.

## Historique
L'ancien hôtel de ville de Jodoigne fut bâti en 1733 par l'architecte Verreuken en style classique.
Il fut édifié sur le site de l'ancienne halle aux viandes incendiée en 1710.
Le bâtiment fait l'objet d'un classement au titre des monuments historiques depuis le 26 novembre 1973.
Il fit l'objet d'une restauration dans l'entre-deux-guerres par J.Clément
Le bâtiment fut victime d'un incendie sans réelle gravité dans la nuit du 26 au 27 décembre 1992
.
En 1994, le bâtiment cessa d'être l'hôtel de ville de Jodoigne, au profit du Château Pastur, une ancienne école

## Architecture
La façade de l'ancien hôtel de ville est entièrement réalisée en pierre de Gobertange.